# Jessica Higgins
Jessica Nony Higgins (* 1976 in Lüneburg) ist eine deutsch-britische Schauspielerin.

## Leben
Aufgewachsen in Lüneburg und Oxford erhielt Jessica Higgins von 1995 bis 1998 eine Schauspielausbildung an der Otto-Falckenberg-Schule in München. Erste Bühnenerfahrungen sammelte sie 1997 an den Münchner Kammerspielen. Von 1999 bis 2001 hatte sie ein Engagement am Theater Bielefeld und anschließend von 2001 bis 2002 spielte sie am Münchner Volkstheater. Weitere Stationen waren unter anderem das Deutsche Schauspielhaus und das Thalia Theater in Hamburg, das Nationaltheater Mannheim, das Theater der Jugend in Wien und das Theater Bonn. Im Jahr 2005 wurde ihr anlässlich der Luisenburg-Festspiele in Wunsiedel der Rosenthal-Nachwuchspreis zuerkannt. Ab der Spielzeit 2008/2009 war sie am Landestheater Tübingen engagiert. Hier verkörperte sie auch Hauptrollen in Hedda Gabler von Henrik Ibsen, in Friedrich Schillers Maria Stuart und in einer Adaption von Hermann Hesses Roman Der Steppenwolf. Von 2014 bis 2017 war sie Ensemblemitglied am Theater Augsburg. Dort war sie als „Margaret“ im Stück Die Katze auf dem heißen Blechdach neben Ronny Miersch zu sehen.
Zur Spielzeit 2017/18 wechselte sie ans Staatstheater Darmstadt.
Jessica Higgins wirkte in einigen Film- und Fernsehproduktionen mit. Darunter befand sich im Jahr 2011 der Spielfilm Eine dunkle Begierde von David Cronenberg mit Michael Fassbender, Keira Knightley und Viggo Mortensen. Sie trat als Darstellerin in einer Folge von M.E.T.R.O. – Ein Team auf Leben und Tod auf und war 2013 in dem Fernsehfilm Kaltblütig aus der Fernsehreihe Tatort als Staatsanwältin Lebeck zu sehen.

## Rollen (Auswahl)
- 2014: Die Katze auf dem heißen Blechdach (als Margaret)
- 2014: Wir lieben und wissen nichts (als Magdalena)
- 2015: Die Heilige Johanna der Schlachthöfe (als Johanna)
- 2015: Der ideale Mann (als Mrs. Cheveley)

## Filmografie (Auswahl)
- 1997: Bulldog (Kurzfilm)
- 2000: Angelinas Geschenk (Kurzfilm)
- 2006: Mission Materna (Kurzfilm)
- 2006: M.E.T.R.O. – Ein Team auf Leben und Tod (Fernsehserie) – Raubgräber-Virus
- 2011: Eine dunkle Begierde
- 2011: Valentinstag (Kurzfilm)
- 2011: Lina (Kurzfilm)
- 2013: Tatort – Kaltblütig (Fernsehreihe)